# Toplița (okręg Hunedoara)
Toplița – wieś w Rumunii, w okręgu Hunedoara, w gminie Toplița. W 2011 roku liczyła 153 mieszkańców.